# Balearic beat
El Balearic Beat, també conegut com a Balearic house, és un estil de música electrònica que va gaudir de cert seguiment a la dècada dels 1990; rep aquesta denominació per la seua popularitat entre els nightclubs de les Illes Balears, especialment d'Eivissa, destinació turística de nombrosos europeus. Va començar a sonar cap mitjans de la dècada dels 80, com una barreja eclèctica de música dance punxada per PD. Algunes compilacions de música dance assenyalen el Balearic Beat com "el so d'Eivissa", encara que a l'illa es poden trobar altres variants d'aquest gènere de música electrònica.

## Història
Els punxadiscos britànics Trevor Fung, Paul Oakenfold i Danny Rampling van "descobrir" el Balearic Beat durant unes vacances a Eivissa el 1987, a partir d'una estada a la discoteca Amnesia, de la mà del PD argentí anomenat DJ Alfredo Fiorito.
Fiorito punxava una eclèctica mescla de música dance amb l'indie hypno grooves dels the Woodentops, el rock místic dels Waterboys, el primer house, Europop i rareses com Peter Gabriel and Chris Rea. Després de visitar altres clubs eivissencs, com Pacha o Ku, on l'estil musical era força semblant, Oakenfold, Fung i Ian St. Paul van obrir a Londres una discoteca influenciada en aquestos ritmes, la Funhouse.
Oakenfold va retornar a Eivissa a l'estiu de 1987 i va entrar en contacte amb diversos PD, com ara Danny Rampling, Johnny Walker o Nicky Holloway. A la seua tornada a Anglaterra, va obrir un nightclub anomenat Project Club, al South London, que buscava l'ambient balear. De fet, la discoteca atreïa a aquells que havien fet turisme a la Mediterrània i estaven familiaritzats amb aquest estil de música, esdevinguda subcultura que s'anava estenent dins del panorama del rave britànic. Una subcultura que víndria acompanyada del consum d'Èxtasi i d'una moda basada en els colors brillants i pantalons amples (Baggy trousers). El concepte de Balearic Beat va arribar a un públic més nombrós el 1988, quan Oakenfold obre un altre club, l'Spectrum. Eixe mateix any, l'estil musical travessa l'Atlàntic i aplega als Estats Units.

## Estil
Els registres del Balearic Beat varien entre sons influenciats pel house o l'Italo house i el deep house i beat influenciat per un rythm and blues més lent (per sota de 119bpm), tot consistint en bombos, xarlestons i caixes (sovint produïts amb una caixa de ritmes Roland TR-909) programats amb patrons relaxants i oscil·lants. A això cal sumar afectacions provinents del soul, el dub, el funk i dels ritmes llatins i africans, a més de produccions tècniques preses d'altres variants del dance populars en aquell moment. Sovint era instrumental, tot i que a vegades hi havia veus. També a vegades s'incorporaven sons de guitarra o de piano al Balearic Beat. Amb el temps va passar d'estar associat a patrons de percussió a formar part de la família genèrica dels chill out o dels downtempo.
Encara es considera que és el propi "so d'Eivissa", però l'etiqueta incorpora també, per exemple, la música de Jens Gad, co-creador d'Enigma, i la seua nova banda híbrida amb influència chill out, denominada Achillea, que enregistra a l'entorn d'Eivissa. Compilacions com ara Global Lounge Sessions: The Balearic Sound of Ibiza, del 2002, i la sèrie de Sequoia Groove's Buddha-Lounge, continuen publicant-se. Generalment, aquestes compilacions són més properes al house que no al primigeni estil del Balearic Beat. En algunes ocasions, es prefereix l'ús de la denominació genèrica Balearic per referir-se a elles.